# Fratelli di San Luigi Gonzaga
I Fratelli di San Luigi Gonzaga (in latino Congregatio Fratrum a Sancto Aloysio Gonzaga, in neerlandese Broeders van de H. Aloysius Gonzaga) sono un istituto religioso maschile di diritto pontificio: i membri di questa congregazione laicale pospongono al loro nome la sigla C.S.A.

## Storia

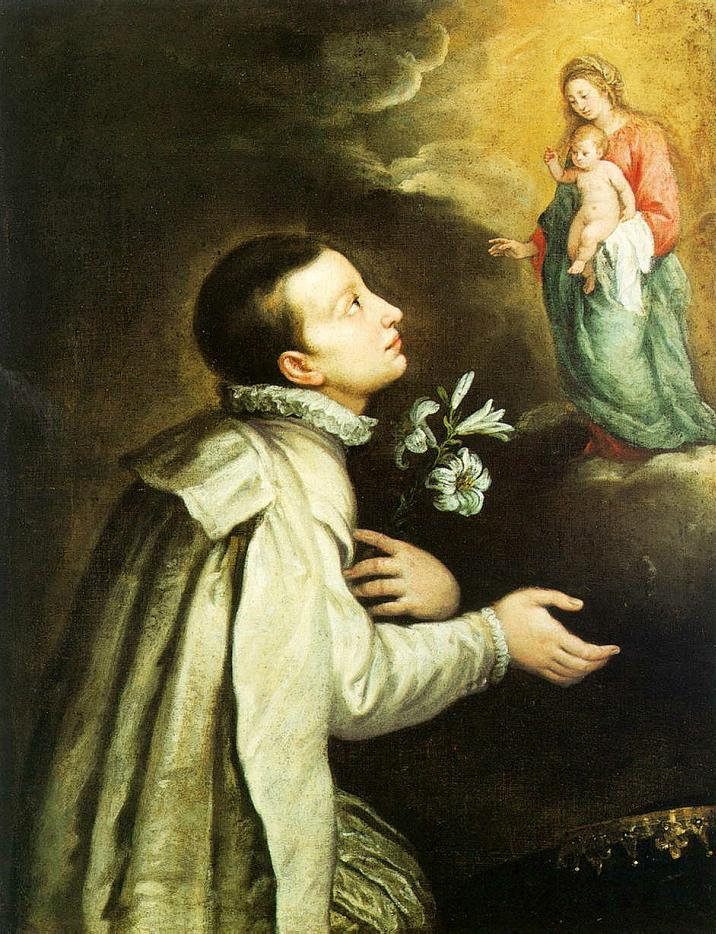
San Luigi Gonzaga in un dipinto di Carlo Francesco Nuvolone

La congregazione venne fondata il 1º marzo 1840 a Oudenbosch, in diocesi di Breda, da Willem Hellemons (1810-1884), monaco cisterciense. All'inizio era formata da soli due membri, Jan Huybrechts (1812-1889) e Antoon Frijters (1796-1865), in religione padre Vincenzo e fratel Luigi, che insegnavano il catechismo ai ragazzi in una povera casa presa in affitto.
Per far fronte alle necessità economiche della piccola comunità, i religiosi ammisero un pensionante pagante, di cui curarono la completa formazione: i Fratelli di San Luigi Gonzaga si trasformarono così in congregazione insegnante e, nel 1862, aprirono la loro prima filiale in Indonesia.
Le prime costituzioni dell'istituto vennero approvate nel 1887: i Fratelli ricevettero il pontificio decreto di lode il 9 maggio 1922.

## Attività e diffusione
Si dedicano all'educazione e all'istruzione della gioventù e ad altre opere di apostolato indicate dalle autorità ecclesiastiche.
Al 31 dicembre 2005, la congregazione contava 3 case e 42 religiosi. La sede generalizia è a Oudenbosch.